# Airbus Transport International
Airbus Transport International ist eine französische Frachtfluggesellschaft mit Sitz in Blagnac und Basis auf dem Flughafen Toulouse-Blagnac. Sie ist eine Tochtergesellschaft von Airbus, die größtenteils unternehmenseigene Flugzeugteile zwischen den verschiedenen Produktionsstandorten in Europa bewegt.

## Geschichte
Airbus Transport International wurde im Jahr 1996 zeitgleich mit der Indienststellung der neuen Großraumtransporter Airbus A300-600ST Beluga gegründet. Ihre primäre Tätigkeit ist der Transport von vormontierten Bauteilen wie Rumpfsektionen und Tragflächen für die Herstellung der Airbus-Flugzeuge zwischen den Produktionsstandorten von Airbus. 
Mittlerweile können die Flugzeuge der Airbus Transport International auch gechartert werden. Von dieser Möglichkeit haben beispielsweise die Bundeswehr, um Hubschrauber der Typen NH90 und Eurocopter Tiger nach Australien zu transportieren und die ESA, um ISS-Module zum Kennedy Space Center zu transportieren, Gebrauch gemacht.
Im November 2014 wurde aufgrund der alternden Airbus-A300-600ST-Beluga-Flotte eine Flottenerneuerung angekündigt. Als Ersatz für die A300-600ST wurde ein neues Modell auf Basis der A330-200 entwickelt. Zuerst stand eine Version des Airbus A330-300 zur Auswahl, wurde aber anschließend wieder verworfen, weil die Landebahn im Airbus-Werk Chester zu kurz wäre. Der erste Airbus Beluga XL ist Mitte 2019 zur bestehenden Flotte gestoßen.
Im April 2019 wurde die Planung für die Flotte von fünf auf sechs Einheiten erhöht.  Die Auslieferung der letzten gebauten Maschinen erfolgte am 19.12.2023 und erhöhte den Bestand an aktiven Beluga XL zunächst auf fünf Exemplare. Im Juni 2024 wurde der bis dahin für Testflüge verwendet erste Beluga XL ebenfalls in die aktive Flotte übernommen.

## Flotte

Airbus A300-600ST im Jahr 1998 mit geöffneter Ladeluke

Mit Stand August 2025 besteht die aktive Flotte der Airbus Transport International aus neun Frachtflugzeugen (3 Beluga ST und 6 Beluga XL) mit einem Durchschnittsalter von 12,2 Jahren.
| Flugzeugtyp                | Anzahl | im Dienst | bestellt | Anmerkungen | Kapazität (in t) |
| -------------------------- | ------ | --------- | -------- | --- | ---------------- |
| Airbus A300-600ST Beluga   | 5      | 3         |          | Parallelverwendung bis zur Auslieferung aller Beluga XL Danach schrittweise Ausflottung Zwei Exemplare (F-GSTA und F-GSTD) abgestellt | 47               |
| Airbus A330-700L Beluga XL | 6      | 6         |          | Zweites Exemplar im Linienbetrieb seit 9. Januar 2020.                                                                                | 53               |
| Gesamt                     | 11     | 9         | 0        | | 400*             |